# Мехтерштедт
Мехтерштедт (нем. Mechterstädt) — коммуна в Германии, в земле Тюрингия. 
Входит в состав района Гота. Подчиняется управлению Хёрзель.  Население составляет 1132 человека (на 31 декабря 2006 года). Занимает площадь 12,42 км². Официальный код  —  16 0 67 045.